# Langues bikwin-jen
Les langues bikwin-jen ou sont un groupe de langues adamaoua,. Elles sont parlées au Nigeria.